# Victor Brox

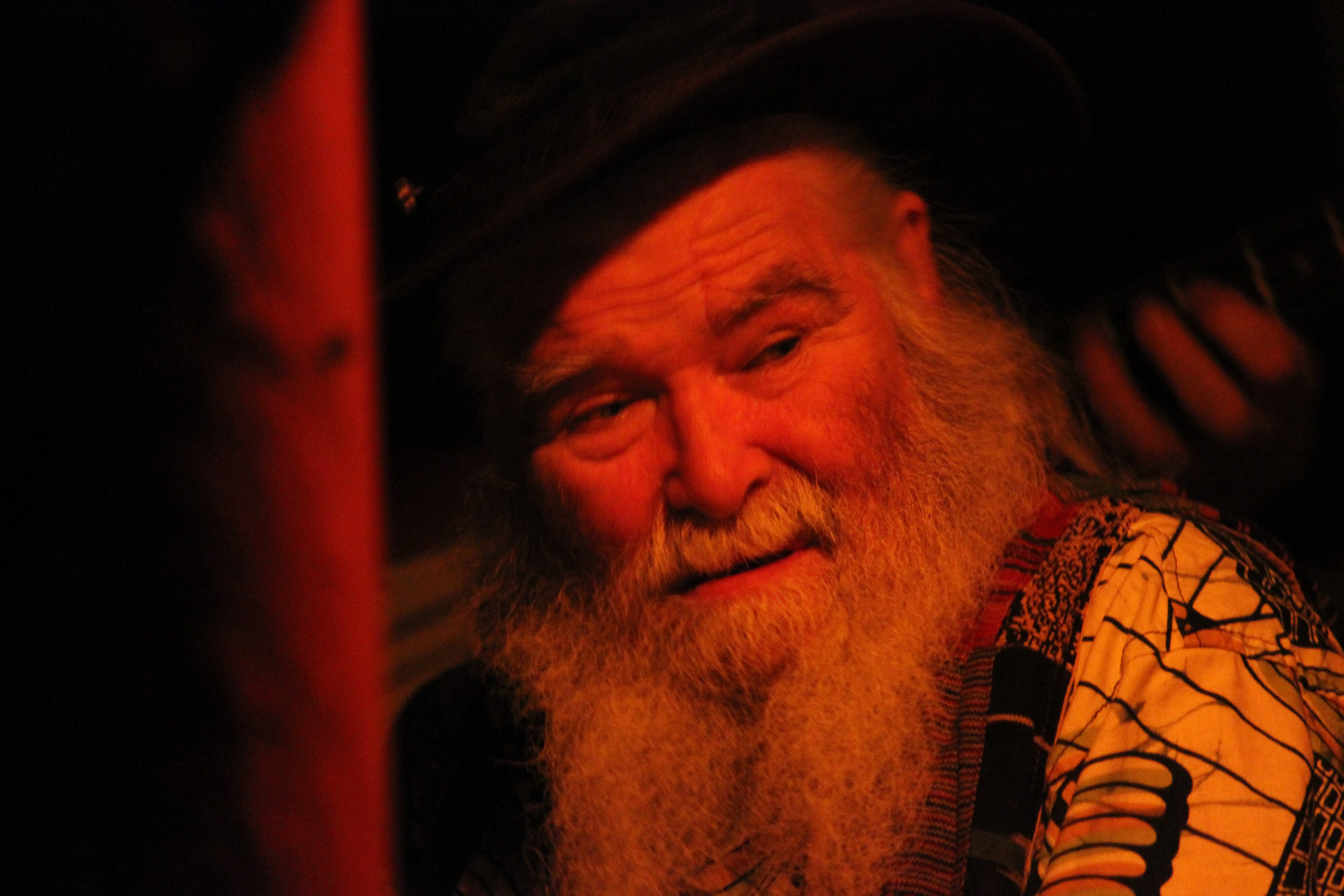
Victor Brox (2012)

Victor Brox (* 8. Mai 1940 in Droylsden; † 20. Februar 2023) war ein britischer Multiinstrumentalist und Sänger des Bluesrock.

## Leben und Wirken
Brox wuchs in der Region Manchester in einer musikalischen Familie auf und spielte als Jugendlicher in einer Band die Kompositionen von Jelly Roll Morton. Er besuchte Konzerte von Big Bill Broonzy und Brownie McGhee/Sonny Terry. Nach einem Philosophiestudium entschied er sich, Musiker zu werden. Zunächst experimentierte er mit dem Free Jazz von Ornette Coleman und beeinflusste die spätere Sängerin Nico nachhaltig. Mitte der 1960er Jahre gründete er mit seiner Frau Annette eine erste Bluesband, The Blues Train, in der Musiker wie John Mayall spielten. Es kam zudem zu Aufnahmen mit Alexis Korner.
Ab 1967 war er Leadsänger der Aynsley Dunbar Retaliation, wo er auch Orgel, weitere Keyboards und Kornett spielte. 1970 sang er den Hohepriester Caiaphas bei der Originalaufnahme der Rockoper Jesus Christ Superstar. In den frühen 1970er Jahren trat er mit Graham Bond und mit Screaming Lord Sutch auf.
1974 legte er mit seiner Frau Annette das Album Rollin’ Back ! vor. In seiner Gruppe Music Force trat er mit Vanessa und Corin Redgrave  und Tom Kempinski auf, um dann mit Road to Workers Power zu spielen. 
Weiterhin trat er mit Little Walter, Muddy Waters, Jimi Hendrix, Ritchie Blackmore und Ian Gillan, Memphis Slim, Country Joe McDonald, Peter Bardens und Keith Moon auf. Auf dem Album The Sun, Moon & Herbs von Dr. John ist er auch mit Eric Clapton und Mick Jagger zu hören.
Seine Tochter Kyla Brox, mit der er auch aufgetreten ist, ist ebenfalls Bluesmusikerin. Am  20. Februar 2023 starb Brox im Alter von 82 Jahren.